# Fiesta Internacional de Teatro en Calles Abiertas
La Fiesta Internacional de Teatro en Calles Abiertas (Fiteca) es un festival de teatro que se lleva a cabo en el distrito de Comas de la ciudad de Lima en escenarios al aire libre. Este reúne escenarios de acceso libre dentro de un espacio de participación, intercambio y expresión colectiva.

## Historia
Fiteca tuvo su primera edición el año 2001 en el barrio llamado La Balanza del distrito de Comas, en la zona norte de la metrópoli de Lima. Desde entonces, se celebra todos los meses de mayo en el mismo barrio. Por él han pasado grupos peruanos como Yuyachkani, La Tarumba, Patacláun, entre otros invitados internacionales.
En 2017 se realizó el evento en otros distritos como La Molina.